# Nikita Andriejew
Nikita Andriejew (ros. Никита Андреев, ur. 22 sierpnia 1988 w Narwie) – piłkarz rosyjski grający na pozycji napastnika w UD Almería.

## Kariera klubowa
Grę w piłkę zaczął w wieku 8 lat. Zaczynał grą w juniorskim klubie Narva Trans a jego pierwszym trenerem był Azat Ziyazov. Przygodę seniorską rozpoczął w wieku 16 lat w Ajax Lasnamäe. Grając wraz z Levadią Tallinn w kwafilikacjach Ligi Mistrzów UEFA w 2009 wyeliminował ówczesnego mistrza Polski Wisłę Kraków. W pierwszym meczu rozgrywanym w Sosnowcu strzelił bramkę dającą prowadzenie swojej drużynie. Zimą 2009 był testowany przez Legię Warszawa. W 2009 opuścił Estonię i podpisał kontrakt z UD Almería.

## Reprezentacja
Ma za sobą występy w młodzieżowej reprezentacji Rosji. Grał na Mistrzostwach Europy U-19 w 2007 w Austrii.

## Nagrody
W 2006 został wybrany najlepszym młodym piłkarzem ligi Estońskiej.